# Бад-Родах
Бад-Родах (нім. Bad Rodach) — місто в Німеччині, розташоване в землі Баварія. Підпорядковується адміністративному округу Верхня Франконія. Входить до складу району Кобург.
Площа — 77,65 км2. Населення становить 6375 ос. (станом на 31 грудня 2020).